# Izsóf Alajos
Izsóf Alajos (Vághosszúfalu, 1870. július 21. – Budapest, 1945. december 28.) író.

## Élete
Mint római katolikus pap, Budapesten lett hitoktató, majd a Regnum Marianum intézet igazgatója: megalapította a Zászlónk c. ifjúsági lapot. 1913-ban Árvából Komáromig 130 cserkésszel tutajon ereszkedett le a Vágon.
A proletárdiktatúra alatt kilépett az egyházi rendből, aztán polgári iskolai tanár lett.